# Julio César Cortés
Julio César «Pocho» Cortés Lagos  (Montevideo, 29 de marzo de 1941-San José. Costa Rica, 24 de julio de 2025) fue un futbolista y entrenador uruguayo, que jugaba en el mediocampo. Participó en tres Copas del Mundo FIFA con la Selección Nacional de Uruguay. Apodado El Pocho.
A nivel de equipos tuvo mucho éxito durante su permanencia en el Club Peñarol ganando dos títulos de la Liga Uruguaya y una vez fue campeón de la Copa Libertadores de América y de la Copa Intercontinental en 1966.
Realizó la mayor parte de su carrera como entrenador en América Central, donde dirigió a varios equipos. Fue entrenador en dos ocasiones de la selección de Guatemala, con la que ganó la Copa de Naciones de la UNCAF en 2001, disputada en Honduras.

## Carrera como jugador
Cortés inició su carrera en Sudamérica y en 1962 se unió al C.A. Cerro. Dejó el club en 1965 para irse a jugar al equipo argentino Rosario Central.

### Peñarol y éxito internacional
Después de una temporada con Rosario, Cortés regresó a Uruguay para unirse con el Peñarol en 1966, siendo parte del primer equipo que incluía a jugadores de calidad como Pedro Rocha, Alberto Spencer, Julio César Abbadie, Omar Caetano. El equipo fue a ganar la Copa Libertadores en 1966 cuando Cortés anotó el gol decisivo ante el archirrival Nacional en la semifinal celebrada el 23 de abril de 1966, llegando el equipo hasta la final en donde derrotaron al equipo argentino River Plate después de tres enfrentamientos, obteniendo la tercera Copa Libertadores. Más tarde en ese año, Cortes ayudó a derrotar al campeón español el Real Madrid y ganar la Copa Intercontinental.
Mientras Cortes fue jugador del Peñarol, ganó también el campeonato de la Liga Uruguaya en 1967 y 1968.

### Con el Atlante
Cortes se unió al equipo Atlante F.C. de la Primera División de México en la temporada 1972 en donde fue titular indiscutible en el medio campo donde mostró su calidad y su don de mando en la media cancha. Pero en un partido contra las Chivas Rayadas del Guadalajara, en una disputa por el balón entre El Nené Gabriel López Zapían defensor central rojiblanco y Julio César Cortes, sufrió fractura de tibia y peroné de la pierna derecha en una jugada que actualmente sería considerada como fuerza desmedida. Estaría fuera por esta lesión hasta que regresaría a ocupar su puesto con los Potros. Jugó una temporada UNAM para regresar al Atlante, jugar dos temporadas y dejar al equipo.

### Con el equipo nacional de Uruguay (1962-1970)
De 1962 a 1970, Cortés apareció en 30 juegos internacionales para Uruguay, anotando tres goles. Su debut internacional fue el 2 de mayo de 1962 en la victoria 3-2 contra Escocia en Glasgow poco tiempo antes de la Copa del Mundo de 1962 siendo su único juego en que participó. También apareció en 1966 y en 1970 en las Copas del Mundo, haciendo seis apariciones en las tres Copas del Mundo en que participó. (Chile, Inglaterra y México).
En la Copa Mundial de 1966, anotó el gol con que se ganaría a Francia, uno de los dos goles que Uruguay anotaría en todo el torneo. Uruguay sería eliminado en cuartos de final por el equipo de Alemania Occidental.
Cuatro años más tarde en México, jugaría los seis partidos completos para Uruguay, hasta semifinales, cuando perdieron y fueron eliminados por Brasil. Por el tercer lugar del torneo, se enfrentaron a Alemania Occidental. Cortés participaría en once juegos de Copa del Mundo para la Selección de Uruguay quedando atrás del portero de Peñarol Ladislao Mazurkiewicz con 13. El juego contra los alemanes fue su último cotejo internacional.

### Participaciones en Copas del Mundo
| Mundial                        | Sede       | Resultado        | Partidos | Goles |
| ------------------------------ | ---------- | ---------------- | -------- | ----- |
| Copa Mundial de Fútbol de 1962 | Chile      | Primera fase     | 1        | 0     |
| Copa Mundial de Fútbol de 1966 | Inglaterra | Cuartos de final | 4        | 1     |
| Copa Mundial de Fútbol de 1970 | México     | Semifinales      | 6        | 0     |

### Clubes
| Club                  | País        | Año       |
| --------------------- | ----------- | --------- |
| Fénix                 | Uruguay     | 1956-1957 |
| Peñarol               | Uruguay     | 1958-1959 |
| Sud América           | Uruguay     | 1960-1961 |
| Gimnasia y Esgrima LP | Argentina   | 1962      |
| Cerro                 | Uruguay     | 1963-1964 |
| Rosario Central       | Argentina   | 1965      |
| Peñarol               | Uruguay     | 1966-1971 |
| Atlante               | México      | 1972      |
| Pumas UNAM            | México      | 1973      |
| Atlante               | México      | 1973      |
| Atlante               | México      | 1973      |
| Municipal             | Guatemala   | 1973      |
| Alianza               | El Salvador | 1974-1975 |
| A.D. Guanacasteca     | Costa Rica  | 1975-1978 |

## Como entrenador
Fue director técnico de la selección de Guatemala, además de cuadros del mismo país, como el Deportivo Suchitepéquez, Juventud Retalteca, Comunicaciones Fútbol Club y Deportivo Jalapa, Xelajú MC. En Costa Rica dirigió a la Asociación Deportiva Guanacasteca, Deportivo Saprissa, Municipal Turrialba entre varios en la década de los 80s.

## Palmarés

### Como jugador
| Título                                    | Club    | País    | Año  |
| ----------------------------------------- | ------- | ------- | ---- |
| Campeonato Uruguayo                       | Peñarol | Uruguay | 1958 |
| Campeonato Uruguayo                       | Peñarol | Uruguay | 1959 |
| Copa Libertadores                         | Peñarol | Uruguay | 1966 |
| Copa Intercontinental                     | Peñarol | Uruguay | 1966 |
| Campeonato Uruguayo                       | Peñarol | Uruguay | 1967 |
| Campeonato Uruguayo                       | Peñarol | Uruguay | 1968 |
| Supercopa de Campeones Intercontinentales | Peñarol | Uruguay | 1969 |

### Como entrenador
| Título                  | Club                    | País      | Año     |
| ----------------------- | ----------------------- | --------- | ------- |
| Campeonato Guatemalteco | Deportivo Suchitepéquez | Guatemala | 1983    |
| Copa de Guatemala       | Juventud Retalteca      | Guatemala | 1984-85 |
| Copa Centroamericana    | Selección de Guatemala  | Guatemala | 2001    |
| Copa de Guatemala       | Deportivo Jalapa        | Guatemala | 2005    |

## Muerte
Este jueves 24 de julio falleció el exjugador y técnico uruguayo Julio César "El Pocho" Cortés, a los 84 años.
Su muerte se confirmó en horas de la tarde, aunque por el momento no se han brindado detalles sobre la causa del fallecimiento.